# Lilli Schwarzkopfová
Lilli Schwarzkopfová (* 28. srpna 1983 Novopokrovka, Kyrgyzská SSR) je německá atletka, která se věnuje sedmiboji a halovému pětiboji.
V roce 2005 získala stříbrnou medaili na mistrovství Evropy do 23 let v Erfurtu a o rok později bronzovou medaili na mistrovství Evropy v Göteborgu.
Je čtyřásobnou účastnicí mistrovství světa v atletice. Na šampionátu v roce 2005 v Helsinkách obsadila s celkovým počtem 5 993 bodů třináctou pozici. O dva roky později skončila na MS v atletice v japonské Ósace na pátém místě, když v sedmi disciplínách nasbírala 6 439 bodů. Na světovém šampionátu v Berlíně 2009 závod nedokončila, když do čtvrté disciplíny prvého dne, běhu na 200 metrů již kvůli zranění nezasáhla. Na Mistrovství světa v atletice 2011 v jihokorejském Tegu obsadila 6. místo (6 321 bodů). Reprezentovala na Letních olympijských hrách 2008 v Pekingu, kde se umístila na 8. místě. Největší úspěch své kariéry vybojovala na Letních olympijských hrách 2012 v Londýně, kde získala stříbrnou medaili. Celkovým výkonem 6 649 bodů si vytvořila nový osobní rekord, ke kterému ji dopomohlo druhé místo v první disciplíně (100 m překážek) a pátá místa v posledních třech disciplínách (skok daleký, hod oštěpem, běh na 800 m). Po závěrečné disciplíně byla ale diskvalifikována pro údajné vyšlápnutí z dráhy. Tento verdikt však byl záhy zrušen.

## Osobní rekordy
- halový pětiboj – 4 641 bodů – 27. ledna 2008, Frankfurt nad Mohanem
- sedmiboj – 6 649 bodů – 4. srpna 2012, Londýn